# Połęcze
Połęcze [pɔˈwɛnt͡ʂɛ] (tiếng Đức: Polenzhof) là một ngôi làng thuộc khu hành chính của Gmina Bartoszyce,thuộc huyện Bartoszycki, Warmińsko-Mazurskie, ở phía bắc Ba Lan, gần biên giới với tỉnh Kaliningrad của Nga.